# Departamento de Geografía de la Universidad de Valladolid

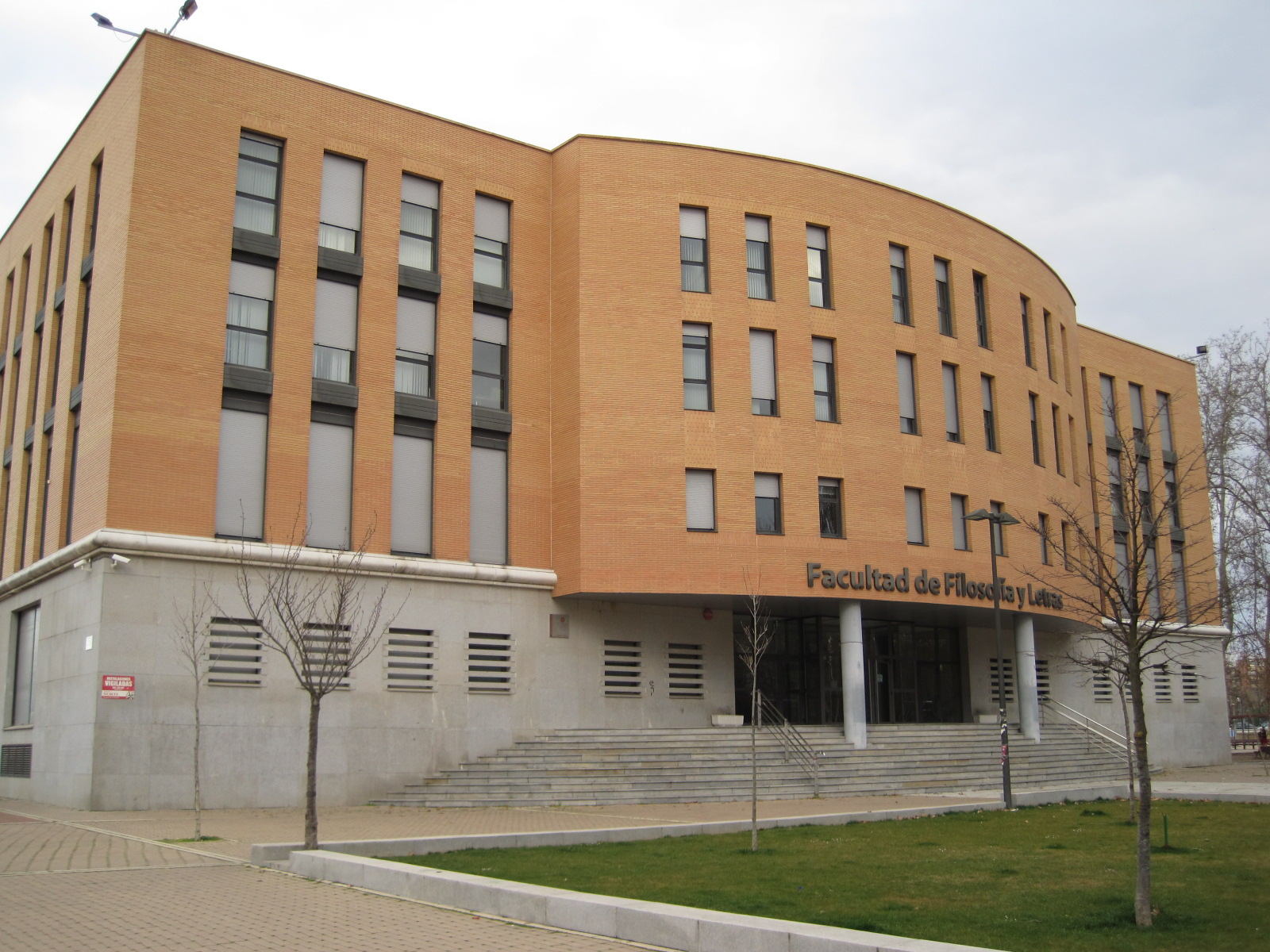
Facultad de Filosofía y Letras de la Universidad de Valladolid, a orillas del río Esgueva y donde se encuentra el Departamento de Geografía de la UVa.

El Departamento de Geografía de la Facultad de Filosofía y Letras, es una división docente e investigadora de la Universidad de Valladolid situado en la ciudad de Valladolid. En los rankings nacionales es la segunda disciplina mejor clasificada a nivel nacional de toda la UVa, solo soprepasada por la disciplina de educación. Fue el primer departamento geográfico de Castilla y León, institucionalizado en el siglo XIX. 
Dicho departamento se encarga de la docencia del Grado de Geografía y Ordenación del Territorio, así como del doctorado en dicha materia. El departamento de Geografía apoya a su vez, mediante la docencia e investigación, diversos máster de la UVa, entre ellos "Desarrollo Económico Regional y Local y Gestión del Territorio".

## Historia
La enseñanza geográfica se oficializa en la Universidad de Valladolid después de una larga tradición, creándose la primera cátedra en 1857, de la mano de la Ley del 9 de septiembre de dicho año. La cátedra de Geografía se engloba entonces en la facultad de Filosofía y Letras, donde sigue en la actualidad.
Sin embargo, la Universidad de Valladolid, ha contado con fondos geográficos y cartográficos desde mucho antes, como atestigua la sustracción por las tropas napoleónicas de diferentes mapas y tratados geográficos pertenecientes a la universidad.
Ya en el siglo XX, los estudios de Geografía en dicha universidad adquieren un nuevo empuje de la mano del catedrático Jesús García Fernández, lo que supuso un vigoroso empuje a las enseñanzas e investigaciones geográficas, convirtiendo ha dicho departamento en referente nacional e internacional del quehacer geográfico en España.

## Instalaciones y recursos
- Las aulas donde se imparte la docencia están todas ellas digitalizadas con pizarras táctiles, así como con proyector y PC.

- Cartoteca "Juan Sebastián Elcano": Posee fondos cartográficos de entidad, tanto antiguos como actuales tanto de cartografía analógica como digital.

- El Dpt. de Geografía posee el Laboratorio de Cartografía y Sistemas de Información Geográfica, LACASIG.[6]

- Laboratorio de Geografía Física, con infraestructura y equipamiento de trabajo, así como instrumental para análisis en laboratorio e instrumental para uso en trabajos de campo.

- Taller de Teledetección.

## Grupos de Investigación
Los integrantes del Departamento de Geografía forman parte de diferentes Grupos de Investigación de Excelencia y Grupos de Investigación Reconocidos en la UVa. 
- Grupo de Investigación de Excelencia:

Mundo Rural, coordinado por el catedrático de Análisis Geográfico Regional Fernando Molinero Hernando, tienen como objetivo el análisis y estudio del medio rural, prestando especial atención al ámbito de Castilla y León.
- Grupos de Investigación Reconocidos:

Ciudad y Ordenación del Territorio (CITERIOR)
Patrimonio Natural y Geografía Aplicada (PANGEA)

## Ubicación
El Departamento de Geografía de la UVa, se encuentra situado en la Facultad de Filosofía y Letras, en la Plaza Campus Universitario s/n de la ciudad de Valladolid.